# Thuridilla hopei
Thuridilla hopei is een slakkensoort uit de familie van de Plakobranchidae. De wetenschappelijke naam van de soort is voor het eerst geldig gepubliceerd in 1853 door Vérany.